# HD 89747
HD 89747，又名BD-17 3129，SAO 155920、HR 4068，是一颗恒星，视星等为6.51，位于銀經259.77，銀緯32.01，其B1900.0坐标为赤經10h 16m 19s，赤緯-17° 32.01′ 51″。